# Гринь, Светлана Анатольевна
Гринь Светлана Анатольевна (род. 13 июля 1976) — доктор биологических наук, профессор, член-корреспондент РАН (2016), специалист в области ветеринарной биотехнологии.

## Биография
В 1999 году окончила Московскую государственную академию ветеринарной медицины и биотехнологии им. К. И. Скрябина. В 2008 году защитила докторскую диссертацию по теме «Современные биотехнологические процессы и иммунологические методы при промышленном производстве ветеринарных препаратов».
Специализируется на ветеринарной биотехнологии. Написала около трёхсот научных работ, в том числе в соавторстве. Входит в состав экспертного совета ВАК Минобрнауки РФ по ветеринарным и зоотехническим наукам, а также диссертационного совета ВНИТИБП и ВИЭВ.
С 28 октября 2016 года является членом-корреспондентом РАН.

## Публикации
- Инфекционная патология животных: руководство в 7 т. Т. 5: Хламидиозы / соавт.:А.Я. Самуйленко и др. – М., 2003. – 207 с.
- Инфекционная патология животных: руководство в 7 т. Т. 3: Прионы и прионные болезни животных / соавт.: А.Я. Самуйленко и др. – М.: ВНИТИБП, 2010. – 128 с.
- Инфекционная патология животных: руководство в 7 т. Т. 4: Риккетсиозы / соавт.: А.Я. Самуйленко и др. – М.: ВНИТИБП, 2010. – 220 с.
- Инфекционная патология животных: руководство в 7 т. Т 6: Микоплазмозы / соавт.: А.Я. Самуйленко и др. – М.: ВНИТИБП, 2010. – 276 с.
- Инфекционная патология животных: руководство в 7 т. Т. 7: Диагностика вирусных инфекций / соавт.: А.Я. Самуйленко и др. – М.: ВНИТИБП, 2011. – 463 с.
- Энтеробактерии в животноводстве: моногр. / соавт.: Л.К. Эрнст и др. – М.: ВНИТИБП, 2011. – 342 с.
- Инфекционная патология животных: руководство в 7 т. Т. 2: Бешенство / соавт.: А.Я. Самуйленко и др. – М.:ВНИТИБП, 2012. – 149 с.
- Биотехнология: учеб. для студентов вузов… / соавт.: А.Я. Самуйленко и др. – 2-е изд., перераб. – М.: Тип. Россельхозакадемии, 2013. – 746 с.
- Инфекционная патология животных: руководство в 7 т. Т. 1: Ящур / соавт.: А.Я. Самуйленко и др. – М.: ВНИТИБП, 2014. – 263 с.
- Научная публикационная деятельность Всероссийского научно-исследовательского и технологического института биологической промышленности (1971-2014 гг.) / соавт.: А.Я. Самуйленко и др. – Щелково: ВНИТИБП, 2015. – 466 с.
- Адьюванты / соавт.: А.Я. Самуйленко и др. – М.: ВНИТИБП, 2016. – 167 с.